# Koji Funamoto
Koji Funamoto (船本 幸路, Funamoto Koji) né le 12 août 1942 à Hiroshima au Japon est un footballeur japonais.